# 身心医学
身心医学（英語：Psychosomatic medicine），也称心身医学，是一个跨学科的医疗领域，研究社会、心理、行为因素对人类或动物的身体新陈代谢、 生活品質的影响。